# IK Sävehof
Il IK Sävehof è una squadra di pallamano maschile svedese con sede a Partille.

È stata fondata nel 1950.

## Palmarès

### Titoli nazionali
- Campionato svedese di pallamano maschile: 9

2003-04, 2004-05, 2009-10, 2010-11, 2011-12, 2012-13, 2013-14, 2014-15, 2015-16
- Coppa di Svezia di pallamano maschile: 1

1986-87